# Lucía Trasviña
Jesús Lucía Trasviña Waldenrath (La Paz, Baja California Sur; 23 de diciembre de 1954) es una abogada y política mexicana, afiliada al Movimiento Regeneración Nacional. Es senadora por Baja California Sur, desde el 1 de septiembre de 2018.

## Trayectoria académica
Lucía Trasviña Waldenrath es licenciada en Derecho y Ciencias Sociales. Ejerció su profesión como defensora de oficio y proyectista de sentencias. Entre los cargos públicos que ha desempeñado está el de consejera propietaria de la Comisión Estatal de Derechos Humanos de Baja California Sur. 

## Trayectoria política
Ha sido en varias ocasiones candidata a puestos de elección popular, en las elecciones de 1978 fue candidata a diputada local, y en las de 1990 a presidenta municipal de La Paz. En 1994 y en 2000 fue candidata a Senadora. No resultó elegida en ninguno de los casos anteriores.
En 2018 fue nuevamente candidata a senadora, en esta ocasión en segunda fórmula, siendo el candidato en primera fórmula Víctor Manuel Castro Cosío, por la coalición Juntos Haremos Historia. Resultaron ganadores de la contienda electoral y por tanto fue elegida senadora para las Legislaturas LXIV y LXV, que concluirán en 2024.
En el senado es presidenta de la comisión de Seguridad Pública, e integrante de las comisiones de Defensa Nacional, de Justicia, de Medio Ambiente, Recursos Naturales y Cambio Climático, y de Trabajo y Previsión Social.
Lucía Trasviña ha sido conocida por los términos en que en medio del debate parlamentario se ha referido a sus opositores; como el 21 de marzo de 2019 cuando se discutía una iniciativa sobre el combate a la corrupción, en que les recriminó sus presuntas complicidades en los siguientes términos:

¡No vamos a permitir descalificaciones porque son unos sinvergüenzas! ¡Son cínicos! Esos son lo que son. Lamento que estén aquí en el Senado con una envestidura que no les corresponde ¡Sátrapas! ¡Ratas! ¡Entrelucidos y Lurios! Así se los digo y se los sostengo, ¡y no les tengo miedo, cabrones!

En junio de 2019 la senadora Lucía Trasviña estuvo en medio del escándalo al tomarse una fotografía portando un arma de fuego, una pistola Glock 45 mm, que traía encajada en la cintura de un pantalón de mezclilla.
En octubre de 2020 y en medio de la peor crisis económica y sanitaria que ha vivido México en su historia moderna, el Congreso de la Unión extinguió 109 fideicomisos, esto a pesar de que esta extinción afectó a la ciencia y tecnología; al Fondo de Desastres Naturales; al Fondo para la Protección de Personas Defensoras de Derechos Humanos y Periodistas; al Fideicomiso Fondo de Inversión y Estímulos al Cine (Fidecina); y al Fondo para el Deporte de Alto Rendimiento, entre otras muchas cuestiones. En la sesión respectiva del Senado de la República, la senadora Trasviña, emitió su voto de forma contundente expresando: 

A favor, cabrones.

La senadora Lucía Trasviña, junto con el ufólogo, investigador de lo paranormal y ex reportero de Televisa, Jaime Maussan, comenzó a promover un 'producto milagro' como tratamiento contra el COVID-19, basado en el “hydrotene”. La senadora Trasviña tuvo que cancelar el foro para promocionar el producto por el alud de críticas que recibió por promocionar este tipo de productos respaldados por ex reportero interesado en la vida extraterrestre. El argumento de Trasviña fue que se cancelaba el foro por la  "desinformación y mal manejo de la prensa".
El día 25 de noviembre de 2020 solicitó licencia de su cargo como Senadora de la República, en búsqueda de la candidatura a la Gubernatura de Baja California Sur.[cita requerida]
En 2024, fue reelegida senadora de la república por Baja California Sur, al recibir la fórmula que encabezaba junto con Homero Davis Castro el 53.46% de los votos. Accediendo a un segundo mandato como senadora y tomando protesta el 28 de agosto de 2024. 